# TTC Zugbrücke Grenzau
TTC Zugbrücke Grenzau is een Duitse tafeltennisclub uit Höhr-Grenzhausen die in 1952 werd opgericht door de toen 16-jarige Manfred Gstettner als Verein TTC Grenzau. Haar hoogste mannenteam stond zowel in het seizoen 2002/03 als in 2003/04 in de finale van de European Champions League (ECL). Het verloor beide keren in een dubbele ontmoeting van het Belgische Royal Villette Charleroi, dat het toernooi daarmee voor de derde en vierde keer op rij won.

## Prijzenkast
Grenzau speelt sinds 1982 onafgebroken in de Bundesliga, het hoogste niveau in Duitsland. Het won sindsdien diverse Duitse en internationale prijzen:
- Winnaar European Club Cup of Champions (voorloper van de ECL): 1986/87 en 1987/88
- Winnaar ETTU Cup: 1997/98
- Duits landskampioen: 1986/87, 1990/91, 1993/94, 1998/99, 2000/01 en 2001/02
- Winnaar Duitse nationale beker: 1986/87, 1992/93, 1996/97, 2000/01 en 2005/06

## Selectiespelers
Onder meer de volgende spelers speelden minimaal één wedstrijd voor het vertegenwoordigende team van TTC Zugbrücke Grenzau:
| - Oliver Alke - Mike Bast - Lucjan Błaszczyk - Georg Böhm - Josef Böhm - Matīss Burģis - Chen Zhibin - Zoltan Fejer-Konnerth - Stefan Feth - Steffen Fetzner | - Hans-Jürgen Fischer - Peter Franz - Kay-Andrew Greil - Andrzej Grubba - Engelbert Hüging - Trinko Keen - Petr Korbel - Xianjian Meng - Tomáš Pavelka | - Frantisek Placek - Andras Podpinka - Carl Prean - Fabien Simon - Antonin Stefko - Ka Chun Tse - Ma Wenge - Cheung Yuk - Ronny Zwick |